# Новоандреевка (Акмолинская область)
Новоандре́евка (каз. Новоандреевка) — село в Бурабайском районе Акмолинской области Казахстана. Входит в состав Златопольского сельского округа. Код КАТО — 117051300.

## География
Село расположено в южной части района, на расстоянии примерно 43 километров (по прямой) к юго-западу от административного центра района — города Щучинск, в 29 километрах к юго-западу от административного центра сельского округа — села Златополье.
Абсолютная высота — 386 метров над уровнем моря.
Ближайшие населённые пункты: село Лесной Хутор — на северо-востоке, село Успеноюрьевка — на юго-востоке, село Карагай — на юге, село Веденовка — на западе, село Тулькули — на северо-западе, село Обалы — на севере.

## Население
В 1989 году население села составляло 319 человек (из них русские — 63%, казахи — 23%).
В 1999 году население села составляло 297 человек (192 мужчины и 105 женщин). По данным переписи 2009 года, в селе проживали 122 человека (60 мужчин и 62 женщины).
| Численность населения | Численность населения | Численность населения |
| 1989                  | 1999                  | 2009                  |
| --------------------- | --------------------- | --------------------- |
| 319                   | ↘297                  | ↘122                  |

## Улицы[5]
- ул. Центральная
- ул. Школьная